# دهستان دهج
دهستان دهج نام دهستانی در بخش دهج شهرستان شهربابک، استان کرمان در ایران است. براساس سرشماری مرکز آمار ایران در سال ۱۳۸۵، جمعیت آن ۳۱۳۷ نفر (۶۳۳ خانوار) بوده‌است.